# Тугум-хан
Тугум-хан (каз. Тоғым хан) — хан Казахского ханства в период Смутного времени, в Присырдарьинских городах, в  1533-1537 гг. Сын казахского султана Джадика. По сообщению Кадир-Али-бия у Джадик султана был много жен и наложниц. Сыновей у него также было много. Помимо Тугум-хана известнейшими являются следующие: Букей-султан, Шигай хан, Малик-султан. Матерью обоих последних была Абайкан-бегим. Сыновья Тугум-хана звались Токуз-Сари. Тугум-хан вместе с Башибек-султаном, сыном Малика, и со всеми Токуз-Сари — своими сыновьями — погиб в пределах Джагата. Их было тридцать семь известных султанов.
По мнению В. В. Бартольда, 37 казахских султанов вместе с Тугум-ханом (Бартольд ошибочно называет Тугума братом Тахира, который в действительности был сыном Адик-султана, а не Джадик-султана) пали в сражении с могольским Рашид-ханом. Версия В. В. Бартольда подтверждается исследованиями крупнейшего знатока средневековых мусульманских источников петербургского ираниста О. Ф. Акимушкина.
Поражение казахов было жесточайшим, вместе с Тугум-ханом были убиты 37 султанов, в их числе все его сыновья. Казахи оказались на грани утраты государственности, потеряли все присырдарьинские города, их кочевья сохранились лишь в низовьях Сырдарьи и к северо-востоку от Аральского моря.
О гибели Тугум хана сообщает Кадир-Али-бий в «Джами ат-таварих», при этом не называя ни имён их противников, ни победителя, что вызвало множество разных интерпретаций. Так, В. В. Вельяминов-Зернов считал, что Тугум-хан погиб в сражении с чагатом, рассматривая слово «чагат» как сокращение от «чагатай». В связи с этим он пришёл к выводу, что Тугум-хан погиб в битве с чагатаидами, а так как чагатаиды в XVI веке владели только Восточным Туркестаном, то он отождествил их битву с казахско-могульским сражением в 1537 году. В. В. Бартольд отнёс это событие также к казахско-могульскому сражению 1537 года. В. П. Юдин высказал мнение, что под «чагатом» следует понимать народ, в сражении с которым погиб Тугум-хан, кочевья этого народа, вероятно, находились на сибирских рубежах. По мнению О. Ф. Акимушкина, Чагат — это название определённой местности, где погибли Тугум-хан и 37 султанов. Того же мнения придерживается Т.И. Султанов.
В это время объявился сын Касым-хана Хакназар-султан, детские и юношеские годы проведший среди ногаев, друзей своего отца.